# Prix de la Côte d'Azur
Prix de la Côte d'Azur är ett travlopp för 4-11-åriga varmblod hingstar och ston samt valacker som körs på Hippodrome de la Côte d'Azur i Cagnes-sur-Mer i Frankrike i januari varje år. Det är ett Grupp 3-lopp, det vill säga ett lopp av tredje högsta internationella klass. Loppet körs över sprinterdistansen 2900 meter. Innan 2010 var loppet ett Grupp 2-lopp.

## Vinnare
| År            | Häst               | Land          | Far                | Kusk               | Tränare                 | Tid/km |
| ------------- | ------------------ | ------------- | ------------------ | ------------------ | ----------------------- | ------ |
| 2025          | Gino Viva          | Frankrike     | Sun Ceravin        | Gabriele Gelormini | Dominik Locqueneux      | 1'14"8 |
| 2024          | Floréal            | Frankrike     | Up And Quick       | Robin Bouvier      | Robin Bouvier           | 1'13"1 |
| 2023          | Bordeaux S.        | Frankrike     | Orlando Vici       | Christophe Martens | Jean-Michel Bazire      | 1'13"0 |
| 2022          | Esprit Mystic      | Frankrike     | Village Mystic     | Nicolas Ensch      | Nicolas Ensch           | 1'12"3 |
| 2021          | Golden Bridge      | Frankrike     | Ready Cash         | David Thomain      | Philippe Allaire        | 1'13"6 |
| 2020          | Elsa de Belfonds   | Frankrike     | Tornado Bello      | Nicolas Ensch      | Nicolas Ensch           | 1'14"2 |
| 2019          | Bel Avis           | Frankrike     | Ganymède           | Jean-Michel Bazire | Dominique de Bellaigue  | 1'12"5 |
| 2018          | Coup Droit         | Nederländerna | Prodigious         | Matthieu Abrivard  | Paul Hagoort            | 1'13"1 |
| 2017          | Apollon de Kacy    | Frankrike     | Prince Gédé        | Franck Nivard      | Jörgen Westholm         | 1'13"7 |
| 2016          | Quick Fix          | Sverige       | From Above         | Dominik Locqueneux | Lutfi Kolgjini          | 1'16"  |
| 2015          | Olmo Holz          | Italien       | Uronometro         | Christophe Martens | Vincent Martens         | 1'13"3 |
| 2014          | Quel Instant       | Frankrike     | Instant Gédé       | François Lagadeuc  | Rodolphe Lagadeuc       | 1'14"1 |
| 2013          | Rire Mutin         | Frankrike     | Bijou du Bignon    | Jean-Michel Bazire | Édouard Coubard-Meunier | 1'12"7 |
| 2012          | Quattro Écus       | Frankrike     | In Love With You   | Christophe Martens | Vincent Martens         | 1'14"1 |
| 2011          | Sinko du Vivier    | Frankrike     | Hand du Vivier     | Christophe Martens | Vincent Martens         | 1'13"6 |
| Grupp 2-lopp: |                    |               |                    |                    |                         |        |
| 2010          | Pomerol de Laumac  | Frankrike     | Viking's Way       | Franck Ouvrie      | Franck Boismartel       | 1'14"1 |
| 2009          | Fitzgerald Bigi    | Italien       | S.J.'s Photo       | Andrea Guzzinati   | Andrea Guzzinati        | 1'13"6 |
| 2008          | Nana du Las Vegas  | Frankrike     | Gazouillis         | Franck Nivard      | Jacques Fernandes       | 1'14"1 |
| 2007          | Marathon Man       | Frankrike     | Tadzio de la Motte | Jean-Michel Bazire | Igor Pierre Blanchon    | 1'13"1 |
| 2006          | Intoxicated        | Sverige       | Coktail Jet        | Örjan Kihlström    | Stefan Hultman          | 1'14"3 |
| 2005          | L'Amiral Mauzun    | Frankrike     | Bon Conseil        | Jean-Michel Bazire | Jean Philippe Ducher    | 1'15"2 |
| 2004          | Kaiser Soze        | Frankrike     | And Arifant        | Roland Jaffrelot   | Roland Jaffrelot        | 1'14"8 |
| 2003          | Junior du Rib      | Frankrike     | Sancho Pança       | Roland Jaffrelot   | Roland Jaffrelot        | 1'15"9 |
| 2002          | Hulk de Godisson   | Frankrike     | Tabac Blond        | Tony Le Beller     | Éric Prudhon            | 1'16"7 |
| 2001          | Gaie               | Frankrike     | Hêtre Vert         | Jean-Paul Gauvin   | Jean-Paul Gauvin        | 1'17"8 |
| 2000          | King Europa        | Sverige       | Demilo Hanover     | Jos Verbeeck       | Jacky Béthouart         | 1'15"6 |
| 1999          | Carnac             | Frankrike     | Kimberland         | Pierre Levesque    | Pierre Levesque         | 1'15"6 |
| 1998          | Castel Valadour    | Frankrike     | Quidam Castelets   | Serge Peltier      | Serge Peltier           | 1'15"5 |
| 1997          | Krama Käll         | Sverige       | Spotlite Lobell    | Stig H. Johansson  | Stig H. Johansson       | 1'15"4 |
| 1996          | Critérium d'Ombrée | Frankrike     | Workaholic         | Ulf Nordin         | Ulf Nordin              | 1'16"3 |
| 1995          | Promising Catch    | USA           | Supergill          | Jean-Pierre Dubois | Larry Remmen            | 1'15"3 |
| 1994          | Arestan du Ruet    | Frankrike     | Florestan          | Ulf Nordin         | Ulf Nordin              | 1'17"0 |
| 1993          | Houston Laukko     | Finland       | Choctaw Brave      | Jorma Kontio       | Jacky Béthouart         | 1'17"3 |
| 1992          | Ziggy Hanover      | USA           | Super Bowl         | Wilhelm Paal       | Hennie Grift            | 1'16"5 |
| 1991          | Seddouk Super      | Frankrike     | Galant de Sassy    | Ulf Nordin         | Ulf Nordin              | 1'17"  |
| 1990          | Quidam Castelets   | Frankrike     | Fakir du Vivier    | Serge Peltier      | Serge Peltier           | 1'18"5 |